# مشرفة (تلكلخ)
مشرفة قرية في ناحية مركز تلكلخ التابعة لمنطقة تلكلخ في محافظة حمص في سورية.